# Jeanne Perdriel-Vaissière
Pour les articles homonymes, voir Vaissière et Perdriel.
Jeanne Lucie Sidonie Vaissière, dite Jeanne Perdriel-Vaissière, née le 17 janvier 1870 à Ajaccio, morte le 23 mars 1951 à Paimpol, est une poète et romancière  française, connue également sous le nom de plume de Saint-Cygne.

## Biographie

### Jeunesse (1870 - 1900)
Jeanne Vaissière naît le 18 janvier 1870 à Ajaccio. D'origine vendéenne par sa mère et languedocienne par son père, elle déménage souvent dans son enfance, suivant les affectations de son père, militaire,. La famille s'installe finalement à Antrain-sur-Couesnon où Jeanne Vaissière passe son adolescence.
À la mort de son père, elle s'installe à Rennes avec sa mère. Elle commence à concourir à l'Académie des Jeux floraux de Toulouse, où elle est remarquée en 1890 pour La Druidesse, puis en 1891 pour Ève colorée. La même année, elle épouse Eugène-Marie Perdriel, enseigne de vaisseau. Le couple s'installe à Brest, au 30 rue Jean Jaurès puis au 13 rue Voltaire,. Après la naissance de leur premier fils en 1893, la poétesse concourt à nouveau à l'Académie des Jeux floraux, avec trois poèmes : Ce qu'a dit la mère à son premier-né, Idylle d'automne au dix-neuvième siècle et La Source, qui est primé,. Toujours en 1893, Perdriel-Vaissière devient membre de la Société académique de Brest, et elle collabore à des revues régionales, notamment L'Hermine,. Elle donne naissance à deux autres fils, dont l'un meurt en bas âge.

### Succès d'autrice et de salonnière (1900 - 1920)

#### Les débuts de salonnière
Son premier recueil de poèmes, Les Rêves qui passent, paraît en 1899 ; elle y évoque des thèmes qui reviendront souvent dans son œuvre, principalement la solitude des femmes de marins et l'attente du retour, les paysages bretons, et un érotisme discret. Elle écrit aussi des pièces de théâtre, dont La Fleur bleue, jouée au théâtre de Brest en 1901. Un poème, La Couronne de Racine, est récité par Marguerite Moreno au théâtre de la Comédie-Française le 21 décembre 1901,. À partir de 1900, Perdriel-Vaissière acquiert une certaine notoriété grâce au salon littéraire qu'elle tient, deux vendredis par mois, dans son appartement de Brest. Il est fréquenté par de nombreux artistes, journalistes et hommes politiques, notamment Victor Segalen, Jules Romains, Théodore Botrel, Saint-Pol-Roux et Anatole Le Braz.

#### Une poétesse en vue
Le début de sa carrière littéraire coïncide avec l'« essor impressionnant et très limité dans le temps » de la « poésie féminine ». Les poétesses, de plus en plus nombreuses à publier durant la Belle Époque, font alors l'objet d'un intérêt nouveau pour la critique et sont régulièrement récompensées. Stuart Merrill, un des premiers à mettre en avant les travaux de ces poétesses dans un article de La Plume, commente son recueil Le Sourire de Joconde paru en 1902, aux côtés d'autres recueils signés Lucie Delarue-Mardrus, Anna de Noailles, Sybil O'Santry, Renée Vivien et Marie Dauguet. Perdriel-Vaissière fait alors partie des principales représentantes de ce « renouveau poétique ». En 1908, elle reçoit le prix Archon-Despérouses de l'Académie française pour Celles qui attendent.
Par la suite, elle est présentée dans plusieurs anthologies de poésie : Les muses françaises d'Alphonse Séché en 1908, Muses d'aujourd'hui de Jean de Gourmont en 1910, Figures littéraires, écrivains français et étrangers de Lucien Maury en 1911, Les Quinzaines poëtiques de Robert Veyssié en 1912, Poètes d'hier et d'aujourd'hui de Gérard Walch en 1916. Durement touchée par la première guerre mondiale, elle publie en 1918 un recueil de guerre, Complainte des jeunes filles qui ne seront point épousées.

### Romancière et régionaliste (1920-1951)

#### Poursuite de carrière
L'intérêt pour les poétesses décroît après la première guerre mondiale, mais Perdriel-Vaissière publient encore de nombreux ouvrages commentés par la presse littéraire, dont des romans sous le pseudonyme de Saint-Cygne. Si Alphonse Séché considère, en 1921, qu'elle « ne compte pas parmi les plus célèbres muses contemporaines, et c'est dommage », André Fontainas écrit qu'elle « s’assied, en un noble rang, aux côtés de ses sœurs, Mme de Noailles, Mme Gérard d’Houville, auprès de Mme Lucie Delarue-Mardrus, de Mme Jeanne Catulle-Mendès, de Mme Périn, de Mme Henry-Rosier, de Mme Hélène Picard, de maintes autres en France, ou de Mme Jean Dominique, Marie Gevers en Belgique ». Cependant, le même Fontainas, en 1931, la range parmi « les poètes mineurs de notre époque ». Elle publie notamment Le Bois de buis et Le Toit sur la hauteur en 1923, C'est votre histoire en 1927, Feuillages en 1930, Fumée du soir en 1939 et Mylène au cœur secret en 1948. Au total, elle est l'autrice d'une vingtaine de romans, de 25 contes pour enfant et de plusieurs pièces de théâtre. Parmi ses nombreux ouvrages d'après-guerre, deux sont récompensés par l'Académie française : Le bois de buis reçoit le prix Montyon en 1924, et Feuillages le prix Jules-Davaine en 1931.

#### Vaissière et la Bretagne
Dans les années 1920-1930, la Bretagne devient « l'un des lieux majeurs de la "décentralisation littéraire" », et Perdriel-Vaissière en est une figure importante, notamment grâce à son salon tenu jusqu'en 1920, qui la rapproche d'écrivains régionalistes comme Anatole Le Braz, Théodore Botrel et Saint-Pol-Roux. Entre 1937 et 1939, elle échange avec Marie Le Franc, vice-présidente de l'Académie de Bretagne que Perdriel-Vaissière a contribué à fonder,. Elle évoque souvent la Bretagne dans ses poèmes, et cherche à promouvoir la culture et la littérature bretonnes : elle participe à la Fédération régionaliste de Bretagne fondée en 1911 et est sensible à l'esthétique du mouvement artistique Seiz Breur. Un de ses fils, Jean Perdriel-Vaissière, devenu avocat à Rennes, est lui aussi un défenseur de la culture bretonne,.
Elle visite l'Italie en 1925, la Tunisie en 1933 et la Pologne en 1934. Installée à Guichen dans les années 1930, puis à Paimpol chez un de ses fils et sa belle-fille, elle y meurt le 23 mars 1951.

## Distinctions
- Prix Archon-Despérouses, 1908, pour Celles qui attendent, 500 F[9].
- Prix de poésie de la Société des poètes français, 1912, pour le poème Il est de par le monde une enfant[22],[15].
- Prix Montyon, 1924, pour Le bois de buis, 500 F[9].
- Prix Jules-Davaine, 1931, pour Feuillages, 1 500 F[9].

## Œuvres
- Les Rêves qui passent. Alphonse Lemerre, 1899
- Le Sourire de Joconde. Librairie de la Plume, 1902
- Celles qui attendent. Sansot et Cie, 1907 - Prix Archon-Despérouses 1908 de l'Académie française[23]
- Vigile de Noël Mystère en 1 tableau pour le 24 décembre 1917. 1917
- (en) Rupert Brooke's Death and Burial, based on the log of the French hospital ship Duguay-Trouin, tr. en américain par Vincent O'Sullivan, avec des eaux-fortes, New Haven, W. A. Bradley at the Yale University Press, 1917
- La Complainte des jeunes filles qui ne seront pas épousées, suivie de quelques autres poèmes. Les Éditions françaises, 1918
- Le Bois de buis. Bloud et Gay, 1923 - Prix Montyon 1924 de l’Académie française
- Le Toit sur la hauteur, poèmes. R. Chiberre , 1923[24]
- C'est votre histoire . Coll. La Liseuse, Ed. Plon, Paris 1927
- Suis-moi. 1928
- Trois Poètes bretons. 1929
- Feuillages, recueil de poèmes, suivis de Italia bella, roman. A. Messein , 1930 - Prix Jules-Davaine 1931 de l’Académie française
- Fumée du soir. Marsyas (Aigues-Vives  -Gard-), 1939
- Mylène au cœur secret, roman. 1948
- Sous les lilas Bluette en un acte et en vers Lire en ligne
- Histoire d'Afrique nouvelle, suivie de À mon premier-né poème Lire en ligne